# Stefan Lindberg
Stefan Lindberg (Alingsås, 1971) è uno scrittore, drammaturgo e traduttore svedese.

## Biografia
Stefan Lindberg è nato a Alingsås e ha debuttato nel 1999 con la raccolta di racconti Tusen nålar, da allora ha pubblicato altri cinque libri di narrativa. Nel 2002 è uscito il romanzo Min terapi e nel 2008 la raccolta di racconti I Gorans ögon. Nel 2014, ha pubblicato l'acclamato romanzo Du vet väl om att du är värdefull e 2016 Nätterna på Mon Chéri, anch'esso un romanzo, che ruota attorno all'omicidio di Palme, al cosiddetto "33enne" e alle sue indagini in merito agli accaduti. Nel 2020 ha pubblicato il romanzo Splendor, che è stato nominato per il Premio di August nella categoria del miglior libro di narrativa.
I suoi lavori più noti come drammaturgo sono Palme dör innan paus e Lavv, quest'ultimo messo in scena numerose volte sia in Svezia che all'estero.

## Opere
- Tusen nålar, Stoccolma: Albert Bonniers Förlag, 1999, ISBN 978-91-0012974-3.
- Min terapi, Stoccolma, Albert Bonniers Förlag, 2002, ISBN 978-91-0058035-3.
- I Gorans ögon, Stoccolma, Albert Bonniers Förlag, 2008, ISBN 978-91-0011824-2.
- Du vet väl om att du är värdefull, Stoccolma, Albert Bonniers Förlag, 2014, ISBN 978-91-0013442-6.
- Nätterna på Mon Chéri, Stoccolma, Albert Bonniers Förlag, 2016, ISBN 978-91-0015677-0.
- Splendor, Stoccolma, Albert Bonniers Förlag, 2020, ISBN 978-91-0018203-8.

## Opere teatrali
- Trivsel (1993)
- Hej och välkomna (1999)
- Världens smartaste tjej (2000)
- Palme dör innan paus (2001)
- Pilot (2001)
- Ja och Nej (2002)
- Lavv (2003)
- Huvudvärk med E (2004)
- Mörkrets furste (2005)
- Det ryggradslösa djuret (2007)
- Plocka potäter i kostym (2008)
- Prick och Fläck (2010)
- Det som en gång var fet jävla äng (2010)
- Texter till Gruppen och Herrarna (2013)
- Barnen från yttre rymden (2013)